# El mar, la lluvia y ella
El mar, la lluvia y ella es un poemario escrito por Marcos Yauri Montero. Es un conjunto de quince poemas fue publicado en 1960 por la editorial Ediciones Piedra y Nieve, iniciativa del grupo literario homónimo fundado en Huaraz por Yauri Montero en 1956. Los poemas abordan el tema del amor.
De acuerdo a Augusto Tamayo Vargas, la obra está impregnada de nostalgia y el mar es una presencia primordial en los poemas. Según Alejandro Mautino Guillén, el poemario «condensa un aura neorromántica con una intensa lírica conversacional, cuya ﬁgura simbólica del agua lo inunda todo produciendo lo trágico, pero también lo fértil». Gustavo Valcárcel lo consideró como «uno de los más bellos libros de amor que se haya escrito últimamente en el Perú».
El poemario fue incluido dentro de la antología de poemas de Yauri Monterio titulada Poesías escogidas, publicada en 2009 por la Asamblea Nacional de Rectores.